# Halina Górska
Halina Górska (ur. 4 maja 1898 w Warszawie, zm. 4 czerwca 1942 we Lwowie) – polska pisarka, lewicowa działaczka polityczna i społeczna.

## Życiorys
Pochodziła z zasymilowanej rodziny żydowskiej, była córką ginekologa Zygmunta Endelmana i Czesławy Endelman z domu Braude, która była literatką, publikującą pod pseudonimem Czesław Halicz. Ukończyła warszawską pensję pani Wereckiej. Od 1924 była związana z lwowskim środowiskiem literackim. Zadebiutowała we Lwowie w 1925 humoreską Mam mieszkanie opublikowaną w „Kurierze Lwowskim”. W 1930 wydała baśń O księciu Gotfrydzie, rycerzu Gwiazdy Wigilijnej. Przez wiele lat pracowała w lwowskiej rozgłośni radiowej, prowadząc audycje młodzieżowe. Z jej inicjatywy w 1931 został utworzony „Związek Błękitnych”, którego celem była działalność filantropijna. W 1933 wspólnie z T. Hollendrem i K. Kurylukiem założyła we Lwowie miesięcznik społeczno-kulturalny „Sygnały”. Uczestniczyła też w wielu inicjatywach społecznych związanych z ruchem socjalistycznym. W latach 1935–1936 brała aktywny udział w walkach o „jednolity front”, uczestniczyła w manifestacyjnym pogrzebie zabitego bezrobotnego robotnika Władysława Kozaka, wchodziła w skład delegacji Ligi Obrony Praw Człowieka i Obywatela, należała do współorganizatorów oraz uczestników Zjazdu Pracowników Kultury w maju 1936 we Lwowie.
Po zajęciu Lwowa przez ZSRR we wrześniu 1939 podjęła aktywną współpracę z władzą sowiecką. 19 listopada 1939 roku była jedyną osobą, która wstrzymała się od głosu w czasie głosowania nad oświadczeniem pisarzy polskich, witającym przyłączenie Zachodniej Ukrainy do Ukrainy Radzieckiej. Była współpracowniczką „Nowych Widnokręgów”, które publikowały fragmenty jej powieści; tłumaczyła na język polski powieść Matka Maksima Gorkiego. 17 września 1940 roku wstąpiła do Związku Radzieckich Pisarzy Ukrainy. W czerwcu 1941 nie ewakuowała się z władzami sowieckimi, prawdopodobnie z powodu choroby męża. 19 września 1941 została aresztowana we Lwowie przez Niemców i rozstrzelana na Piaskach Łyczakowskich 4 czerwca 1942.

## Twórczość
- O księciu Gotfrydzie, rycerzu Gwiazdy Wigilijnej (1930)
- Nad czarną wodą (1931)
- Chłopcy z ulic miasta (1934; lektura szkolna do 7 klasy w czasach PRL-u
- Druga brama (1935)
- Ślepe tory (1937)
- Barak płonie (część 1. pt. Ślepy tor w 1937, część 2. pt. Ucieczki w 1939)